# Sant Joan Baptista de Can Roure
Sant Joan Baptista de Can Roure és una església del municipi de Matadepera (Vallès Occidental) inclosa en l'Inventari del Patrimoni Arquitectònic de Catalunya.

## Descripció
L'església de Sant Joan és d'una sola nau, de forma irregular, a conseqüència d'una ampliació en la que es col·locà l'altar de la Mare de Déu del Roser. Capella situada al cantó de l'epístola i al costat de la capella del Sant Crist. La capçalera té forma poligonal tant a l'exterior com a l'interior. El campanar és de construcció del segle xvi, de planta quadrada i està situat als peus i al costat de l'església. L'edifici és una construcció senzilla que s'anà modificant amb el pas el temps en detriment de l'aspecte compacte del conjunt. La portada és també molt senzilla, sense cap motiu que l'adorni, una petita porta amb llinda de pedra i, seguint l'eix que marca la porta, un òcul a la part superior. A l'interior hi ha diverses làpides sepulcrals de rectors de la parròquia i de laics.
De la primera església només queda la part del presbiteri i de la sagristia. L'any 1783, Jean Laurns, italià, emblanquinà, pintà i adobà l'església tal com especifica el llibre d'obra. L'any 1821 s'eixamplà l'església construint la capella del Sant Crist i l'any 1850 es tornà a emblanquinar l'església.
L'església deixà de ser parròquia de Matadepera en favor de Sant Joan de Matadepera que es construí en el poble a finals del segle xix.

## Història
Les referències documentals sobre aquesta parròquia es coneixen d'una manera indirecta, es pensa però, que podria datar de l'any 500. Es documentà l'1 de maig de 1040 el testament de Guillem Levita, jurat sobre l'altar de Sant Joan de Matadepera. L'any 1200 es troba la firma del rector de Matadepera sobre unes escriptures en pergamí. La més antiga que fa referència directa és del 17 de setembre del 1327 de Januari Presbitero en el qual es pot llegir: "Iglesia de Sant Joan de Matadepera".